# Francisco José de Matos Pimenta
Francisco José de Matos Pimenta, primeiro e único barão de Boa Viagem (? — 23 de dezembro de 1883), foi um militar e fazendeiro brasileiro. Chegou à patente de capitão-tenente da Marinha.
Filho de Luís de Matos Pimenta e de Mariana Florência de Oliveira. Casou-se com Maria Pinto da Cruz.
Agraciado com o título de barão por decreto de 7 de agosto de 1867.